# Khu vực an ninh chung

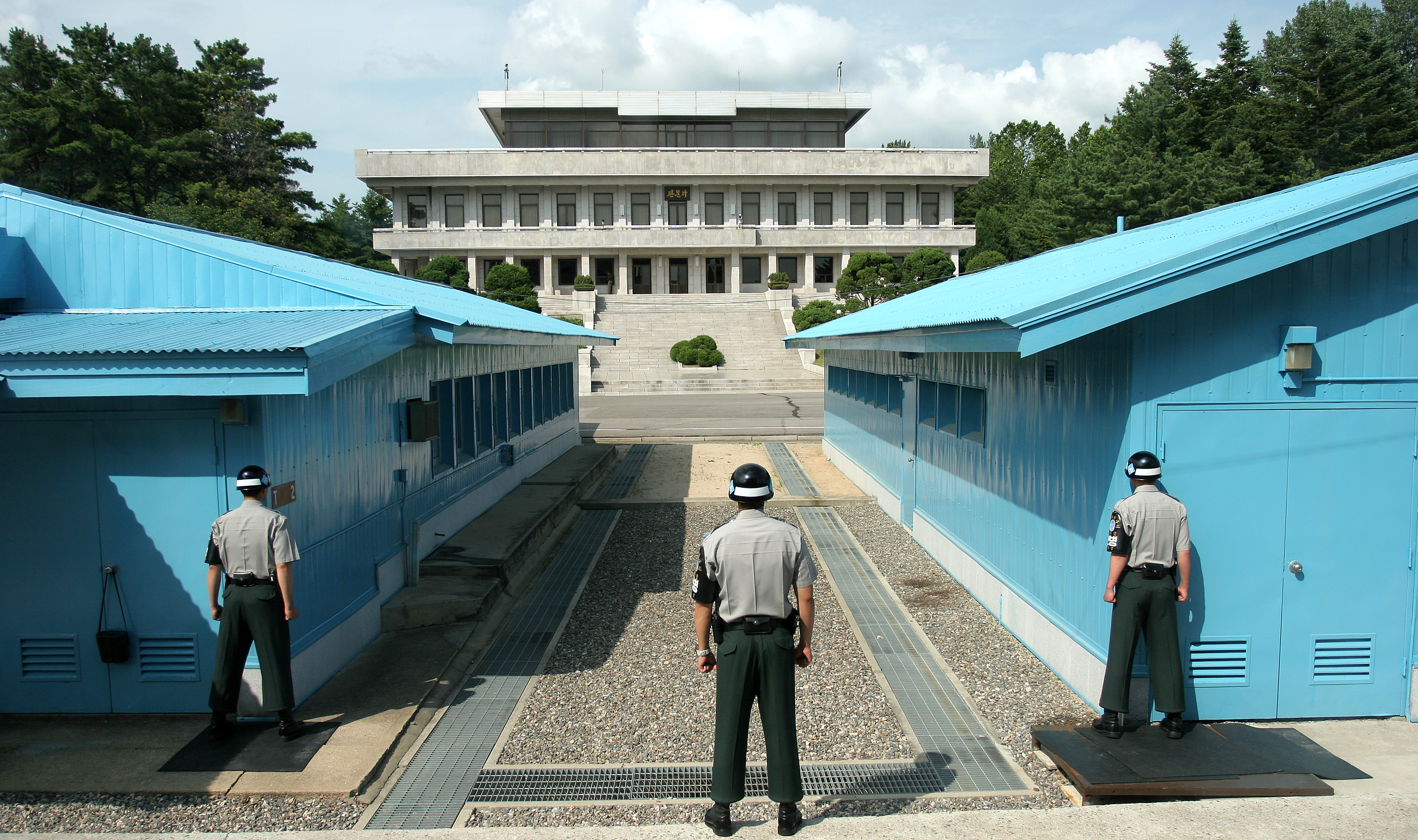
Binh sĩ Hàn Quốc đứng gác tại JSA giữa những dãy nhà màu xanh da trời. Nhìn từ phía nam. Cả ba binh sĩ đang nhìn về phía Bắc.

Khu vực An ninh Chung (JSA) là nơi duy nhất tại Khu phi quân sự Triều Tiên (DMZ) các binh sĩ Hàn Quốc và Triều Tiên đứng mặt đối mặt. Nơi đây thường được các phương tiện truyền thông và các thông tin quân sự của cả hai miền gọi là "Làng Đình chiến".
JSA được hai phía dùng cho các cuộc hẹn ngoại giao và cho đến tháng 3 năm 1991, cũng là địa điểm đàm phán quân sự giữa Bắc Triều Tiên và Liên quân Liên Hợp Quốc (UNC).

## Vị trí

Bản đồ Khu vực An ninh Chung.

Khu vực An ninh Chung có toạ độ 37°57′21″B 126°40′36″Đ / 37,95583°B 126,67667°Đ nằm trong làng Bàn Môn Điếm.
Ngôi làng Bàn Môn Điếm trước đây vốn có diện tích rộng hơn khu phức hợp quân sự JSA ngày nay, và bao gồm chủ yếu là các nông trại. Thực tế, JSA nằm về phía nam ngôi làng chính khoảng 800 mét nhưng vẫn nằm trong khu vực canh tác cũ của làng. Do gần gũi về mặt địa lý này nên thường có sự mập mờ giữa các thuật ngữ JSA và Bàn Môn Điếm. Bàn Môn Điếm không còn là ngôi làng có người sinh sống khi nó bị phá hủy trong chiến tranh và tất cả những gì còn sót lại đến ngày nay tại địa điểm của ngôi làng cũ là một công trình được xây dựng cho việc ký kết hiệp định ngừng bắn, bây giờ là Bảo tàng Hòa bình Bắc Triều Tiên.